# Circolo Nautico Giovinezza 1934
Questa voce raccoglie le informazioni riguardanti il Circolo Nautico Giovinezza nelle competizioni ufficiali della stagione 1934.

## Stagione
Nella stagione 1934 il Circolo Nautico Giovinezza partecipa al campionato di serie B, classificandosi al 4º posto.

## Rosa
| N° |                   | Ruolo | Giocatore     |
| -- | ----------------- | ----- | ------------- |
|    | Italia (bandiera) | P     | Ghisi         |
|    | Italia (bandiera) |       | Piperno       |
|    | Italia (bandiera) |       | De Cristoforo |
|    | Italia (bandiera) |       | De Bernardi   |

| N° |                   | Ruolo | Giocatore  |
| -- | ----------------- | ----- | ---------- |
|    | Italia (bandiera) |       | D'Elisio   |
|    | Italia (bandiera) |       | Canonieri  |
|    | Italia (bandiera) |       | Migliaccio |